# Мардук-аххе-эриба
Мардук-аххе-эриба (букв. «Мардук братьев приумножил») — царь Вавилонии, правил приблизительно в 1046 году до н. э.